# Domenica (film 2001)
Domenica è un film del 2001 diretto da Wilma Labate.

## Trama
Napoli. L'ispettore Sciarra, afflitto da un male incurabile ed alla vigilia della pensione, ha il compito di accompagnare all'obitorio, un'orfana di 12 anni, Domenica, per riconoscere il cadavere del suo presunto violentatore. 
Il sospettato si è suicidato presso la polizia lanciandosi dalla finestra, e questo riconoscimento aiuterebbe la polizia ad evitare problemi. È lo stesso commissario a chiedere all'ispettore Sciarra di rintracciare la ragazzina, che vive di espedienti e vagando per la città. 
Dopo diversi tentativi, l'ispettore Sciarra trascorre un pomeriggio con Domenica e alla fine della giornata entrambi si renderanno conto di essere stati usati e che tra loro due si è instaurato un profondo legame affettivo.

## Cast
La regista scelse Domenica Giuliano dopo aver visionato 700 ragazzine.

## Riprese
Il film è stato girato a Napoli.

## Colonna sonora
Nel film è presente la canzone Angelo dei Prozac+.

## Distribuzione
Presentato al Festival di Cannes 2000, è stato distribuito nelle sale italiane a partire dal 2 febbraio 2001.

## Critica
- Il Dizionario Morandini assegna al film tre stelle e mezzo su cinque e sottolinea sia il lavoro intenso e di sottrazione della regista, sia la bravura dei due protagonisti[3][4].
- Il Dizionario Farinotti gli assegna tre stelle su cinque e lo definisce un ritratto sofferto di umanità in ricerca.[5]